# Университет Валенсии
Университет Валенсии (исп. Universidad de Valencia) — высшее учебное заведение в городе Валенсия (Испания).
Был основан в 1499 году. За свою более чем пятивековую историю подготовил сотни тысяч специалистов по разным направлениям классического университетского образования. Соглашения о студенческом обмене подписаны с более чем 300 университетами по всему миру. Также налажены контакты со многими известными учебными заведениями мира для обмена профессорско-преподавательским составом.
В университете обучается около 60000 студентов.
В структуру университета входят различные колледжи, институты, исследовательские центры, школы, клиники, библиотеки. Общее количество структурных подразделений — более 100.
Кампус университета состоит из трех городских корпусов, здания ректората, ботанического сада, научного парка, исторического музея, студенческих общежитий, столовых. Университет Валенсии предлагает обучение по 67 специальностям.
Факультеты:
- юридический
- биологический
- математический
- физический
- экономический
- химический
- исторический
- географический
- философский
- филологический
- социальных наук
- психологический
- педагогический
- медицинский
- фармацевтический
- физической культуры